# Осокин, Александр Николаевич
Алекса́ндр Никола́евич Осо́кин (10 сентября 1931, Йошкар-Ола, Марийская автономная область, Горьковский край, РСФСР, СССР — 24 декабря 2002, Йошкар-Ола, Марий Эл, Россия) — советский инженер-конструктор. Главный инженер особого конструкторского бюро Марийского машиностроительного завода (1970―1995). Заслуженный деятель науки и техники Марийской АССР (1978). Кавалер ордена Ленина (1991).

## Биография
Родился 10 сентября 1931 года в Йошкар-Оле Марийской автономной области.
В 1947 году начал работать на Марийском машиностроительном заводе: техник, инженер, начальник лаборатории и сектора особого конструкторского бюро (ОКБ). В 1951 году окончил Марийский радиомеханический техникум, в 1955 году — Казанский авиационный институт.
В 1970—1995 годах — главный инженер ОКБ Марийского машиностроительного завода. Отличался высоким профессионализмом и нестандартностью технических решений при проведении опытно-конструкторских и научно-исследовательских работ.
За вклад в развитие промышленности награждён орденами Ленина, «Знак Почёта» и Трудового Красного Знамени. В 1978 году ему присвоено почётное звание «Заслуженный деятель науки и техники Марийской АССР» .
Скончался 24 декабря 2002 года в Йошкар-Оле, похоронен там же.

## Звания и награды
- Заслуженный деятель науки и техники Марийской АССР (1978)[1][2]
- Орден Ленина (1991)[1][2]
- Орден Трудового Красного Знамени (1979)[1][2]
- Орден «Знак Почёта» (1971)[1][2]